# Ветонка (Південна Дакота)
Ветонка (англ. Wetonka) — місто (англ. town) в США, в окрузі Макферсон штату Південна Дакота. Населення — 16 осіб (2020).

## Географія
Ветонка розташована за координатами 45°37′27″ пн. ш. 98°46′18″ зх. д. / 45.62417° пн. ш. 98.77167° зх. д. (45.624216, -98.771741).  За даними Бюро перепису населення США в 2010 році місто мало площу 0,64 км², уся площа — суходіл.

## Демографія
Згідно з переписом 2010 року, у місті мешкало 8 осіб у 3 домогосподарствах у складі 3 родин. Густота населення становила 13 осіб/км².  Було 3 помешкання (5/км²).
Расовий склад населення:
| - 100,0 % — білих |

До двох чи більше рас належало 0,0 %. Частка іспаномовних становила 0,0 % від усіх жителів.
За віковим діапазоном населення розподілялося таким чином: 12,5 % — особи молодші 18 років, 50,0 % — особи у віці 18—64 років, 37,5 % — особи у віці 65 років та старші. Медіана віку мешканця становила 57,5 року. На 100 осіб жіночої статі у місті припадало 166,7 чоловіків;  на 100 жінок у віці від 18 років та старших — 133,3 чоловіків також старших 18 років.
Цивільне працевлаштоване населення становило 2 особи. Основні галузі зайнятості: науковці, спеціалісти, менеджери — 50,0 %, будівництво — 50,0 %.